# Guglielmo Gabetto
Guglielmo Gabetto (né le 24 février 1916 à Turin dans le Piémont et mort le 4 avril 1949 à Superga près de Turin) est un joueur de football international italien qui occupait le poste d'avant centre. 
Il fut l'unique footballeur avec le gardien Alfredo Bodoira et avec Eugenio Staccione à avoir remporté le championnat d'Italie aussi bien avec le Torino qu'avec la Juventus.

## Biographie
Attaquant complet, rapide et à l'aise techniquement, doté de dons « acrobatiques », il se fit le spécialiste d'inscrire des buts apparemment impossibles (à tel point qu'il était parfois appelé la « Sainte Rita des goleadors » en hommage à la sainte et ses miracles). La précision et la puissance de sa frappe en firent un buteur implacable. Surnommé « Il Barone », il était également connu pour sa capacité à dédramatiser chaque situation, d'où son importance dans le vestiaire.
Turinois de pure souche (originaire du quartier de Borgata Aurora), il fait ses grands débuts professionnels avec le club de sa ville natale de la Juventus en 1934, jouant son premier match le 27 janvier 1935 lors d'une victoire à l'extérieur 1-0 sur Pro Vercelli en championnat. Il inscrit son premier but quelques mois plus tard le 30 juin 1935 lors d'une victoire 3-1 sur l'Hungária FC en Coupe d'Europe centrale.
En 1941, il quitte la Juve pour rejoindre le club voisin et ennemi, le Torino, pour la somme de 300 000 lires (il fut également suivi de l'arrivée de deux autres joueurs bianconeri, Felice Borel et Alfredo Bodoira). Il devient immédiatement populaire auprès des supporters qui l'appelaient affectueusement « Gabe », formant un redoutable duo d'attaquants avec Franco Ossola.
Il remporte notamment une coupe et cinq championnats avec le Toro entre 1942-43 et 1948-49, pour ce qui reste encore à ce jour l'une des plus grandes périodes dorées de l'histoire du club turinois, le « Grande Torino ».

### Décès
Il fut l'une des 31 victimes lors de l'accident d'avion qui tua toute l'équipe du Torino lors du drame de Superga survenu le 4 mai 1949.

## Palmarès
| Juventus - Championnat d'Italie (1) : - Champion : 1934-35. - Vice-champion : 1937-38. - Coupe d'Italie (1) : - Vainqueur : 1937-38. |  | Torino - Championnat d'Italie (5) : - Champion : 1942-43, 1945-46, 1946-47, 1947-48 et 1948-49. - Coupe d'Italie (1) : - Vainqueur : 1942-43. |